# Karl Daublebsky von Eichhain
Karl Daublebsky von Eichhain (9 de Julho de 1909 - ) foi um comandante de U-Boot que serviu na Kriegsmarine durante a Segunda Guerra Mundial.